# Conseil départemental du Pas-de-Calais

Ancien logo jusqu'au début des années 2020

Le conseil départemental du Pas-de-Calais est l'assemblée délibérante du département français du Pas-de-Calais, collectivité territoriale décentralisée. Son siège se trouve à Arras.

## Le président
Le président du conseil départemental du Pas-de-Calais est Jean-Claude Leroy (PS) depuis le 13 novembre 2017, à la suite de la démission de Michel Dagbert, ancien maire de Barlin, élu dans le canton de Barlin et élu sénateur en septembre 2017.
Terre de tradition socialiste, la Pas-de-Calais n'a connu depuis la Libération que des présidents de conseils généraux issus de cette famille politique.
| 1871                               | 1879     | Victor François Hamille |  | Bonap.       |  |  |  |
| 1881                               | 1882     | Louis Édouard Devaux    |  | G.rép.       |  |  |  |
| 1883                               | 1886     | Edmond Ansart-Rault     |  | Cent. g.     |  |  |  |
| 1887                               | 1902     | Alfred Boucher-Cadart   |  | Cent. g.     |  |  |  |
| 1903                               | 1927     | Charles Jonnart         |  | PRD          |  |  |  |
| 1928                               | 1933     | Eugène Canu             |  | Rad.         |  |  |  |
| 1934                               | 1936     | Roger Farjon            |  | RG           |  |  |  |
| 1937                               | 1940     | Louis Couhé             |  | RG           |  |  |  |
|                                    |          |                         |  |              |  |  |  |
| 1945                               | 1946     | Guy Mollet              |  | SFIO         |  |  |  |
| 1946                               | 1954     | Louis Le Sénéchal       |  | SFIO         |  |  |  |
| 1954                               | 1966     | Émile Durieux           |  | SFIO         |  |  |  |
| 1966                               | 1978     | Bernard Chochoy         |  | SFIO puis PS |  |  |  |
| 1979                               | 1981     | Henri Darras            |  | PS           |  |  |  |
| 1981                               | 2004     | Roland Huguet           |  | PS           |  |  |  |
| 2004                               | 2014     | Dominique Dupilet       |  | PS           |  |  |  |
| 2014                               | 2015     | Michel Dagbert          |  | PS           |  |  |  |
| Président du conseil départemental |          |                         |  |              |  |  |  |
| 2015                               | 2017     | Michel Dagbert          |  | PS           |  |  |  |
| 2017                               | En cours | Jean-Claude Leroy       |  | PS           |  |  |  |

### Anciens présidents

#### Fidèle Le Sergeant de Baënghem
De 1834 à 1836 et de 1838 à 1841. Conseiller général du canton de Saint Omer sud

#### Alexandre Adam
De 1842 à 1847 et de 1852 à 1866.

#### Edmond Ansart
En 1886.
Alphonse de Cardevac d'Havrincourt
De 1867 à 1869.

#### Alfred Boucher-Cadart
De 1887 à 1903.

#### Guy Mollet
Présidence : 1945-1946
Guy Mollet est né le 31 décembre 1905 à Flers (Orne). Il est issu d’un milieu très modeste : son père était ouvrier tisserand et sa mère concierge dans un établissement Caisse d’Epargne. Adhérant aux jeunesses socialistes, il milita dans l’entre-deux guerres dans le syndicalisme enseignant. Exerçant la profession de maître d’internat au Havre, puis à Lisieux, il est muté à Arras en novembre 1925.
Guy Mollet a occupé une place prépondérante au sein de la Résistance dans le Pas-de-Calais durant la Seconde Guerre mondiale. En 1944, il présidait le Comité de Libération. Sa carrière politique commença en 1945 : il devint maire d'Arras, conseiller général et député (membre de la première assemblée constituante). Au Conseil général dont c'était la première réunion après la guerre (le Conseil départemental venait d'être dissous), il fut porté à la présidence par les groupes socialiste et communiste lors de la séance du 29 octobre. En 1946, il quitta la présidence du conseil général au profit de Louis Le Sénéchal et fut membre de la deuxième Constituante. Il fut plusieurs fois ministre sous la IVe République et exerça notamment la présidence du Conseil la plus longue de ce régime, quatorze mois, de février 1956 à juin 1957. Associé avec d'autres au général de Gaulle dans les premiers temps de la Ve République, il s'est rangé ensuite aux côtés de François Mitterrand et le soutint lors de l'élection présidentielle de 1965, comme le fit la S.F.I.O. dont il était le secrétaire général depuis 1946. Il quitta cette fonction en 1969, date à laquelle il décida de ne plus se consacrer qu'à la ville d'Arras et à l'Office Universitaire de Recherche Socialiste qu'il venait de créer.
Il avait annoncé un an auparavant, son retrait de la vie publique, lorsqu'il mourut l'année suivante, le 3 octobre 1975, d'une crise cardiaque.

#### Louis Le Sénéchal
Présidence : 1946-1954
Louis Le Sénéchal est né le 2 octobre 1910 à Berck. Il exerçait la profession d'instituteur à Hydrequent (commune de Rinxent) lorsqu'il succéda à Guy Mollet à la présidence du conseil général. Soutenu par son prédécesseur, il fut élu président par 41 voix et un bulletin blanc sur 42 votants. Il devait occuper cette fonction jusqu'en 1954.
La carrière politique de Louis Le Sénéchal a été considérable : conseiller général pour le canton de Marquise à partir de 1937 et pendant près de trente-cinq années (il n'a pas siégé au Conseil départemental pendant l'Occupation allemande), il a été également élu trois fois député (S.F.I.O. puis PS.) du Pas-de-Calais en 1951, 1967 et 1973. Il était maire de Marquise depuis avril 1945 et membre du Conseil régional depuis 1973. Il quitta son poste au conseil général en 1976 et mourut au début de l'année suivante.

#### Émile Durieux
Présidence : 1954-1966
Jean-Charles-Emile Durieux est né à Bertincourt le 13 mai 1905. Fils d’agriculteur, il fut lui-même cultivateur à Bertincourt où il possédait une ferme de plus de 100 hectares. Il joua un rôle de premier plan dans l’évolution du syndicalisme agricole, dans le département du Pas-de-Calais. Durant la Seconde Guerre mondiale, il prit activement part à la résistance, au sein du font National. À la Libération, il devint maire de Bertincourt, fonction qu’il garda jusqu’en 1983. Il fut aussi conseiller général à partir de 1945 et sénateur du Pas-de-Calais à partir de 1948. Au Conseil général du Pas-de-Calais, il fut d'abord vice-président de 1949 à 1951 et occupa le fauteuil présidentiel de 1954 à 1966, date à laquelle il démissionna pour des raisons de santé. Dès lors, il se retira progressivement de la vie politique, abandonnant ses mandats les uns après les autres jusqu'en 1983 où, après 38 années passées au service de Bertincourt, il présida pour la dernière fois l'assemblée communale et fut salué par tous les conseillers municipaux. Dès lors, Emile Durieux profita d'une retraite bien méritée dans sa commune, jusqu'au 5 mai 1995, date à laquelle il s'éteignit.

#### Bernard Chochoy
Présidence : 1966-1978
Bernard Chochoy est né à Nielles-lès-Bléquin, le 14 août 1908. Comme Guy Mollet et Louis Le Sénéchal, il a d’abord été enseignant. Membre de la SFIO, il était président national des Jeunesses Socialistes et dirigea à partir de 1936, la section socialiste de Lumbres. 1936 fut aussi l’année de son entrée dans le cabinet ministériel de Paul Faure, ministre de Léon Blum.
En 1956, vingt ans après le Front populaire, Bernard Chochoy participait au gouvernement de Guy Mollet comme secrétaire d’État à la reconstruction et au logement, à l’industrie et au commerce. L’année suivante, il restait secrétaire d’État à la reconstruction et au logement. Bernard Chochoy a aussi été membre du Sénat de 1946 (à l’époque Conseil de la République) à 1967 et l'est redevenu en 1974. Il a aussi représenté le Pas-de-Calais à L'Assemblée nationale. B. Chochoy était conseiller général depuis 1937 lorsqu'il devint en 1966 président du conseil général après en avoir exercé la vice-présidence. Il a vu au cours de ce mandat le département du Pas-de-Calais réussir le début de sa conversion. Il a également toujours favorisé l'action sociale en faveur des plus démunis.
Bernard Chochoy était aussi premier vice-président du Conseil régional en 1974. Il démissionna de la présidence du conseil général le 31 décembre 1978 en raison de son état de santé qui ne s'améliora pas : il mourut le 23 avril 1981.

#### Henri Darras
Présidence : 1979-1981
Henri Darras est né le 13 mars 1919 en Haute-Saône, à Ronchamp, sa famille, originaire de Bully-les-Mines, ayant dû évacuer le Pas-de-Calais. Comme son prédécesseur Bernard Chochoy, Henri Darras avait une formation d'instituteur. Pendant la Seconde Guerre mondiale, il appartint au mouvement de résistance "Libération- Nord" et reçut à la Libération la Croix de combattant volontaire.
Ce fut en 1945 qu'Henri Darras entra dans la politique : il se fit élire conseiller général du canton de Lens-Ouest. Devenu conseiller municipal de Liévin en 1947, il accéda au poste de maire en 1952 et devint député du Pas-de-Calais en 1958.
À tous ces postes, il fut constamment réélu. Il a aussi été membre du Parlement européen de 1959 à 1967, puis vice-président du Conseil régional. Henri Darras était vice-président du conseil général lorsque Bernard Chochoy fut contraint par la maladie, à interrompre ses activités. Il assura donc l'intérim jusqu'en 1979, date à laquelle il fut élu officiellement président, après la démission du conseiller général de Lumbres. Toutefois, il ne put exercer cette fonction bien longtemps : dans la nuit du 1er au 2 juillet 1981, Henri Darras fut terrassé par une crise cardiaque à Grenoble où il devait assister à un congrès des organisations des HLM. Outre l'intérêt et le dévouement qu'il porta au département du Pas-de-Calais, on peut retenir son action énergique pour valoriser le Bassin minier en général, sa ville de Liévin en particulier : ses fonctions de président du district Lens-Liévin, de divers syndicats inter-communaux et de maire l'y ont aidé. Ses funérailles eurent lieu à Liévin en présence de nombreuses personnalités, dont Pierre Mauroy, Premier ministre qui déclara que le Nord-Pas-de-Calais perdait en lui "une grande figure".

#### Roland Huguet
Présidence : 1981-2004

Logo du conseil départemental du Pas-de-Calais dans les années 1990.

Quelques semaines après le décès de Henri Darras, le 7 septembre 1981, on procéda au sein du conseil général à l’élection du nouveau président : ce fut le conseiller général de Norrent-Fontes, député maire socialiste d'Isbergues, Roland Huguet, qui l’emporta par 39 voix contre 15 pour Joseph Morgant, 1 voix pour Marcel Wacheux qui n’était pas candidat et un bulletin nul. Roland Huguet est né le 17 octobre 1933 à Isbergues. Enseignant de profession, il commença sa carrière politique en 1959 comme conseiller municipal de sa ville natale. Il en devint le maire en 1965. En 2004, Roland Huguet ne renouvelle pas son mandat de président du conseil général du Pas-de-Calais. Dominique Dupilet lui succède à la tête du département. Roland Huguet est conseiller général du canton de Norrent-Fontes et siège à la commission permanente du conseil général.

#### Dominique Dupilet
Présidence : 2004-2014 
Élu dans le canton Boulogne Nord-Ouest, Dominique Dupilet a présidé le conseil général du Pas-de-Calais pendant 10 ans. À la suite de sa démission le 23 juin 2014, c'est Michel Dagbert, l'ancien maire de Barlin, qui a été élu par le conseil face à Michel Petit.

## Les vice-présidents
Le Conseil départemental a désigné lors de sa première séance le 1er juillet 2021 son président, Jean-Claude Leroy, ainsi que 15 vice-présidents :
| Rang                | Identité                    | Parti | Parti | Charge |
| ------------------- | --------------------------- | ----- | ----- | ------ |
| 1re vice-présidente | Mireille Hingrez-Cereda     |       | PS    |        |
| 2e vice-président   | Daniel Maciejasz            |       | PS    |        |
| 3e vice-présidente  | Valérie Cuvillier           |       | PCF   |        |
| 4e vice-président   | Bertrand Petit              |       | PS    |        |
| 5e vice-présidente  | Blandine Drain              |       | PS    |        |
| 6e vice-président   | Jean-Marc Tellier           |       | PCF   |        |
| 7e vice-présidente  | Maryse Cauwet               |       | PS    |        |
| 8e vice-président   | Ludovic Loquet              |       | DVG   |        |
| 9e vice-présidente  | Bénédicte Messeane-Grobelny |       | PS    |        |
| 10e vice-président  | Jean-Claude Dissaux         |       | DVG   |        |
| 11e vice-présidente | Laurence Louchaert          |       | PCF   |        |
| 12e vice-président  | Laurent Duporge             |       | PS    |        |
| 13e vice-présidente | Karine Gauthier             |       | PS    |        |
| 14e vice-président  | Alain Mequignon             |       | DVG   |        |
| 15e vice-présidente | Évelyne Nachel              |       | MRC   |        |

## Les conseillers départementaux
Jusqu'en 2015, l'ancien conseil général du Pas-de-Calais comprenait 77 conseillers généraux issus des 77 cantons du Pas-de-Calais. Depuis le redécoupage cantonal de 2014, il comprend 78 conseillers généraux issus des 39 cantons du Pas-de-Calais.
| Président du Conseil départemental   | Président du Conseil départemental | Président du Conseil départemental | Président du Conseil départemental | Président du Conseil départemental |
| ------------------------------------ | ---------------------------------- | ---------------------------------- | ---------------------------------- | ---------------------------------- |
| Jean-Claude Leroy (PS)               |                                    |                                    |                                    |                                    |
| Parti                                | Sigle                              | Sigle                              | Élus                               | Groupes                            |
| Majorité (48 sièges)                 |                                    |                                    |                                    |                                    |
| Parti socialiste                     |                                    | PS                                 | 25                                 | Socialiste, républicain et citoyen |
| Divers gauche                        |                                    | DVG                                | 12                                 | Socialiste, républicain et citoyen |
| Mouvement républicain et citoyen     |                                    | MRC                                | 1                                  | Socialiste, républicain et citoyen |
| Parti radical de gauche              |                                    | PRG                                | 1                                  | Socialiste, républicain et citoyen |
| Parti communiste français            |                                    | PCF                                | 8                                  | Communiste et républicain          |
| Divers gauche                        |                                    | DVG                                | 1                                  | Communiste et républicain          |
| Opposition (30 sièges)               |                                    |                                    |                                    |                                    |
| Divers droite                        |                                    | DVD                                | 10                                 | Union pour le Pas-de-Calais        |
| Les Républicains                     |                                    | LR                                 | 6                                  | Union pour le Pas-de-Calais        |
| Union des démocrates et indépendants |                                    | UDI                                | 6                                  | Union pour le Pas-de-Calais        |
| Rassemblement national               |                                    | RN                                 | 6                                  | Rassemblement national             |
| La République en marche              |                                    | LREM                               | 2                                  | Démocrates                         |